# Alois von Funke
Alois Funke, ab 1909 Edler von Elbstadt oder kurz von Funke (* 5. Jänner 1834 in Leitmeritz, Kaisertum Österreich; † 24. Jänner 1911 in Leitmeritz, Österreich-Ungarn), war ein österreichischer Politiker (Deutscher Nationalverband, Deutsche Fortschrittspartei) deutscher Nationalität und Mitglied des böhmischen Landtages und des Abgeordnetenhauses.

## Leben und Wirken
Er war der Sohn des Getreidehändlers Franz Funke († 1867). Nach dem Schulbesuch studierte er an den Universitäten Wien und Prag und schloss das Studium als JUDr ab. Danach eröffnete er eine Kanzlei als Advokat in Leitmeritz. Dort wurde er 1864 in die Gemeindevertretung gewählt und 1893 zum Bürgermeister ernannt. Bereits seit 1880 vertrat er die Stadt Leitmeritz im böhmischen Landtag und ab 1894 im Abgeordnetenhaus. 1907 wurde er erneut für die Deutsche Fortschrittspartei (Österreich) ins Abgeordnetenhaus gewählt und war dort dessen Alterspräsident.
1909 wurde er in den Adelsstand erhoben. Außerdem war er Komtur des Franz-Joseph-Ordens.